# Финдли, Конн
Конрад Фрэнсис «Конн» Финдли (англ. Conrad Francis "Conn" Findlay; 24 апреля 1930 — 8 апреля 2021) — американский гребец, выступавший за сборную США по академической гребле во второй половине 1950-х — первой половине 1960-х годов. Двукратный олимпийский чемпион, чемпион Панамериканских игр, победитель и призёр многих регат национального значения. Также известен как яхтсмен, участник двух Кубков Америки, обладатель бронзовой олимпийской медали по парусному спорту.

## Биография
Конн Финдли родился 24 апреля 1930 года в городе Стоктон, штат Калифорния.
Занимался академической греблей во время учёбы в Университете Южной Калифорнии, состоял в местной гребной команде, неоднократно принимал участие в различных студенческих регатах. Позже проходил подготовку в клубе «Лейк-Вашингтон» в Сиэтле.
Первого серьёзного успеха в гребле на взрослом международном уровне добился в сезоне 1956 года, когда вошёл в основной состав американской национальной сборной и благодаря череде удачных выступлений удостоился права защищать честь страны на летних Олимпийских играх в Мельбурне. В зачёте распашных рулевых двоек обошёл здесь всех своих соперников и тем самым завоевал золотую олимпийскую медаль.
Находясь в числе лидеров гребной команды США, благополучно прошёл отбор на Олимпийские игры 1960 года в Риме. На сей раз в программе рулевых двоек пришёл к финишу третьим позади экипажей из Объединённой команды Германии и Советского Союза, получив бронзу.
В 1962 году стартовал на чемпионате мира в Люцерне, занял в рулевых двойках пятое место.
В 1963 году побывал на Панамериканских играх в Сан-Паулу, откуда привёз награду золотого достоинства, выигранную в рулевых двойках.
На Олимпийских играх 1964 года в Токио вновь одержал победу в распашных рулевых двойках, став таким образом двукратным олимпийским чемпионом по академической гребле.
Впоследствии увлёкся парусным спортом и в этой дисциплине тоже добился больших успехов. В 1974 и 1977 годах участвовал в Кубке Америки, а в 1976 году выиграл бронзовую медаль на Олимпийских играх в Монреале в классе двухместных килевых яхт Темпест.
В 1983 году участвовал в отборочных соревнованиях Кубка Америки по парусному спорту.
Завершив спортивную карьеру, проживал в Северной Калифорнии, принимал участие в соревнованиях по гребле в качестве рефери.